# Love on a Mountain Top
"Love on a Mountain Top" is een nummer uit 1968 van zanger Robert Knight. Het nummer werd geschreven door Buzz Cason en Mac Gayden, die ook "Everlasting Love" schreven. Het stond echter alleen regionaal in de Philadelphia en Pittsburgh-regio. Herontdekt door de Britse Northern soul-scene, werd het eind 1973 door dj's gedraaid, wat leidde tot een heruitgave van de plaat in het Verenigd Koninkrijk. Het nummer kwam uiteindelijk terecht in de UK Singles Chart en bereikte in januari 1974 de 10e plaats.